# 中美建交公报
《中华人民共和国和美利坚合众国关于建立外交关系的联合公报》（英語：Joint Communiqué on the Establishment of Diplomatic Relations），简称中美建交公报，於1978年12月16日發表，宣佈美国与中华人民共和国之间自1979年1月1日起建立正式的外交关系，同時雙方還決定1979年3月1日起互派大使并建立大使館。此外，该聯合公报还重申了1971年雙方簽署的《上海公报》中的各項原則。 
該公報發表當天，美国总统吉米·卡特宣布终止美國與中华民国之間的外交關係。卡特还宣布撤离所有駐台美軍，并宣佈《中美共同防禦條約》失效。美国国会很快通過《臺灣關係法》，并由吉米·卡特签署後生效 ，美國與中華民國將維持非官方的經貿和文化關係，美國繼續對台軍售，並且在台灣設立美國在台協會，以取代先前的美國駐中華民國大使館。
美国在该聯合公报中首次承认（recognize）“中华人民共和国政府是中国的唯一合法政府”，但“美国人民将同台湾人民保持文化、商务和其他非官方关系”。两个国家也重申了反对任何国家在亚洲建立霸权的共识，暗示着两国对苏联的共同立场。

## 重申上海公报
中美在建交公报中重申了《上海公报》中双方一致同意的各项原则，即：各国不论社会制度如何，都应根据尊重各国主权和领土完整、不侵犯别国、不干涉别国内政、平等互利、和平共处的原则来处理国与国之间的关系。国际争端应在此基础上予以解决，而不诉诸武力和武力威胁。「美國認識到，在台灣海峽兩邊的所有中國人都認為只有一個中國，台灣是中國的一部分。」
中美在建交公报中再次强调：双方都希望减少国际军事冲突的危险。任何一方都不应该在亚洲－太平洋地区以及世界上任何地区谋求霸权，每一方都反对任何国家或国家集团建立这种霸权的努力。任何一方都不准备代表任何第三方进行谈判，也不准备同对方达成针对其他国家的协议或谅解。

## 关于“acknowledge”含義的争议
關於中國對於「一个中国」與「台灣主權」的立場，美國在《中美建交公报》中聲明：
| 英文本 | 中文本 |
| --- | --- |
| The United States of America recognizes the Government of the People's Republic of China as the sole legal Government of China. Within this context, the people of the United States will maintain cultural, commercial, and other unofficial relations with the people of Taiwan. | 美利坚合众国承认中华人民共和国政府是中国的唯一合法政府。在此范围内，美国人民将同台湾人民保持文化、商务和其他非官方关系。 |

| 英文本 | 中文本                                                               |
| --- | -------------------------------------------------------------------- |
| The Government of the United States of America acknowledges the Chinese position that there is but one China and Taiwan is part of China. | 美利坚合众国政府承認中国的立场，即只有一个中国，台湾是中国的一部分。 |

1972年《上海公報》談到台灣主權時，將"acknowledges"譯成「認識到」。中华人民共和国外交部副部长章文晋在公报发表前夜的最后校对阶段发现「acknowledges」与「recognizes」含義的微妙区别后，认为将两词同样译为“承认”更符合中方立场，敲定“就这样吧，不改了”。美国外交官費浩偉于1999年在接受访问时指出，参与谈判的美國駐北京聯絡處副主任芮效儉“完全了解中方譯成「承認」的含義，理應提出異議，但他認為芮效儉急於中美關係正常化，因此保持沈默”。因而，《公报》在美方谈判人员“沉默”及中方谈判人员敲定“就这样吧，不改了”的情况下，由美國總統吉米·卡特与中共中央主席华国锋在记者会上分別以英、中文同時宣读。

### 美国政府观点
事后，美国卡特政府副国务卿沃伦·克里斯托弗、特朗普政府国务卿雷克斯·蒂勒森等表示只有公报英文本才对美国政府有约束力。美国國會研究處于2007年及2013年认为美国在美中“三个联合公报”中“沒有明確說明台灣的主權地位”。
美国国会调查报告中，美國外交官等認為acknowledge表示是「认识到」。
1979年2月22日，卡特总统的副国务卿沃伦·克里斯托弗在参议院的听证会上说，美国认知了（acknowledge）中国认为“台湾是中国一部分”的立场，但美国自己并没有同意（agree）这一立场。
1991年出版的《中華雜誌》称，美國在台協會主席白樂崎說，“在中美公報中美國只有用了acknowledge(認知），而沒有使用recognize(承認）」
1999年3月11日，美國國務院最後一任中華民國科科長費浩偉在接受卡爾·愛德華·迪勒里的访问中谈到，當時美國駐北京聯絡處副主任芮效儉完全了解中方譯成「承認」的含義，理應提出異議，但他認為芮效儉急於中美關係正常化，因此保持沈默。随着时间的流逝，甚至包括现在在内的各政府部门的发言人也误解了“认知”（acknowledge）一词。克林顿政府不时表示，美国“接受”（accepted）了中国关于台湾是中国一部分的观点。实际上，正式而言，美国从未“接受”中国的观点。我们只是“认知”它。
2007年7月9日，美國國會研究處在研究「一個中國政策」報告書中闡述美國的立場，並總結了五點：
1. 在1972年、1979年和1982年三個美中聯合公報中，美國沒有明確說明台灣的主權地位。
2. 美國「認知」兩岸「一個中國」的立場。
3. 美國的政策「沒有承認」中华人民共和國對台灣的主權。
4. 美國的政策「沒有承認」台灣為主權國家。
5. 美國的政策認為台灣地位未定。

這些內容在2013年美國國會研究處的研究報告中保持不變。
2014年10月10日，國會研究處亚洲安全事务专员Shirley A. Kan在发表的报告中称，在签署《聯合公报》前，美国政府发现中文版中「acknowledge」的翻译从上海公报「认识」变更为「承认」，1979年2月，参议员雅各布·贾维茨在关于《臺灣關係法》的辩论中指出了这一点，并说“我们对于（中华人民共和国在一个中国的立场）的两种不同称谓都不采用是非常重要的。”美国副国务卿沃伦·克里斯托弗回应说，“我们认为具有约束力的文本是英文文本。我们认为“acknowledge”一词对美国来说是决定性的。」翻译稿在1983年美国政府出版的参议院记录中也出现了影印页。
2017年1月11日，副国务卿沃伦·克里斯托弗的观点被当选总统唐纳德·特朗普提名的国务卿雷克斯·蒂勒森在参议院听证会引用。
2017年6月15日，美國國務卿雷克斯·提勒森表示，美國的「一中政策」與中共的「一中原則」有不同解釋，美方亦信守台灣關係法履行所有對台承諾。

### 美国学界观点
2018年11月16日，哈佛大學費正清中心台灣研究小組召集人戈迪溫（Steven M. Goldstein）在就臺灣關係法的歷史背景及意涵發表演講时称，他在美中之間的三個公報之中，美國僅「認知」（acknowledge）中國認為只有一個中國且台灣是中國的一部份的立場。戈迪溫強調，美國僅是「認知」，但非「承認」，認知並不表示「承認與接受」，但中國將美國所用的「認知」一詞，中譯為「承認」，並以此混淆視聽。

### 中华人民共和国政府及学界之观点
公报发布前夜，中华人民共和国外交部副部长章文晋在公报发布前的最后检查校对中，曾对“acknowledge”与“recognize”翻译的微妙差别提出了质疑，并与外交部高级翻译施燕华进行了探讨。外交部高级翻译施燕华回忆道，“我们就看字典，一个一个地看，结果美国的字典Webster里面，它这个“acknowledge”的第一个定义就是“承认”，就跟“recognize”是一样的。当然因为它是两个字，程度上是有不同的，是稍微轻一点的，所以翻译成“承认”也不是错的，我翻译了之后给他看，他看了看，想了想，说就这样吧，不改了。”章文晋事后也回忆道，“但在建交公报中用‘承认’更符合中国的立场」，于是章文晋最后亲自敲定译为‘承认’。
中华人民共和国政府认为公报中文版也对美国有约束力。
2002年，北师大的黄安年在《学术界》发表文章反駁四川大学罗志田《学者立言宜谨慎——也说中美外交中的“承认”与“认识到”》的觀點，认为在联合公报没有规定标准文本的情况下，中文本和英文本都是两国政府共同认可和具有同等法律效力的外交文件。根据国际惯例，不能将中文本当作英文本的译文进而加以联想。
2017年1月14日，中国外交部发言人陆慷说，“世界上只有一个中国，台湾是中国领土不可分割的一部分，中华人民共和国政府是代表中国的唯一合法政府。这是国际社会公认的事实，任何人都无法改变。”
2020年5月20日，中华人民共和国外交部就美方涉台举动发表声明：“《中美建交公报》明确规定：美国承认中华人民共和国政府是中国唯一合法政府。”

### 中华民国政府及学界之观点
1985年，中華民國外交官酆邰在其撰写的《臺灣法律地位問題的研究》中表示：「中美建交公報中，美國政府僅表示‘認知’‘中國’的立場，‘中國’只有一個，臺灣是‘中國’的一部分（中共將英文‘認知’譯爲‘承認’）。」
1990年出版的《中共對台政策之硏究》中，陳慶（King C. Chen）认为，「儘管中共將「認知」（acknowledge）譯為「承認」，這是中共故意曲解並錯譯，美國的態度，十餘年如一日，從未更改。這個對「主權」看法不同的問題，關係重大。」
1993年出版，中華民國外交官施克敏在其撰写的《從華府看臺北》中认为，「中共方面把（acknowledge）自譯為「承認」，那要不是英文程度有問題，就是蓄意曲解，以從中取利。」
胡偉星教授认为，美國都用“認知”只有一個中國、臺灣是中國的一部分。但在中文翻譯中，《建交公報》中的“認知”被譯為“承認”。
1995年出版的《中國時報周刊》认为，「建交公報」裡中共把「認知」（acknowledge）一個中國，台灣是中國的一部分譯作「承認」。
2001年，陳伯志等认为，「一九七八年和美國的建交公報，中共將「認知」翻譯成「承認」。」
2002年，中华民国副總統呂秀蓮于《總統府公報》中表示，「中共將美國「承認」中共政權與「認知」（acknowledge）只有一個中國都中譯成『承認』二字，這是相當狡詰（tricky）的事。」
2019年2月28日新新聞报第1669期的封面故事称：「它涉及中美三個聯合公報、《台灣關係法》（Taiwan Relation Act）與《六項保證》所構成美國對兩岸關係的「戰略性模糊」（strategic ambiguity），包括美國只是「認知」（acknowledge）而非「承認」（recognize）中國自稱「台灣是其一部分」的「一個中國政策」立場」
还有一些未声称是否了解该翻译争议，但于文献中使用了“认知”的来源。

### 公報用詞的語源與語義
根據《韦氏词典》，acknowledge的語源來自ac-（in acknow "to confess knowledge of,"）+ knowledge，意為「表示知道」。用於法律上，意義包括"to make known to a sender or giver the receipt of (what has been sent or given) or the fact of (one's having received what has been sent or given)"，如
"acknowledge receipt of a letter"。例如在網際網路協定中廣泛使用的傳輸控制協定（Transmission Control Protocol，TCP），接收端就用確認訊息（acknowledgement）來通知發送端己經成功收到的位元組流的序號，以此確保傳輸位元組流的可靠性。而NORM多播网络传输协议則用否定应答（negative acknowledgement）來通知發送端接收有問題，需要重送。
在剑桥词典、科林斯高级英语词典、麦克米伦词典、朗文当代英语词典中、韦伯斯特学习词典中，acknowledge和recognize多共用一个解释：接受（accept）、承认（admit）、发现（aware）或不否认（do not deny）某人或某物的真实性或存在性。